# Strawbs (album)
Strawbs je studiové album od anglické skupiny Strawbs z roku 1969.

## Seznam stop
1. The man Who Called Himself Jesus (Dave Cousins)
2. That Which Once Was Mine (Cousins)
3. All the Little Ladies (Cousins, Tony Hooper)
4. Pieces of 79 and 15 (Cousins, Hooper)
5. Tell Me What You See in Me (Cousins)
6. Oh How She Changed (Cousins, Hooper)
7. Or am I Dreaming (Cousins)
8. Where is this Dream of Your Youth (Cousins)
9. Poor Jimmy Wilson (Cousins)
10. Where am I/I'll Show You Where to Sleep (Cousins)
11. The Battle (Cousins)
CD které vydalo vydavatelství A&M v roce 2008 obsahuje následující bonusy:
12. Interview/That Which Once Was Mine (Cousins)
13. Poor Jimmy Wilson (Cousins)
14. The Battle (Cousins)

Tyto snímky byly nahrány 12. ledna 1969 pro rozhlasový pořad Johna Peela "Top Gear" na stanici BBC Radio 1.

## Obsazení
- Dave Cousins – sólový a sborový zpěv, kytary
- Tony Hooper – sólový a sborový zpěv, kytary
- Ron Chesterman – basa

Hostující hudebníci:
- John Paul Jones – baskytara
- Nicky Hopkins – piano
- Richard Wilson – mluvené slovo

Na snímku "Tell Me What You See in Me" vystupovala skupina arabských hudebníků.

## Záznam
- Gus Dudgeon – producent a studiový technik

## Vydané verze
- Vinyl album AMS 936 (A&M, 1969)
- Vinyl album AMS 33 475 (mono) (Festival, 1969)
- Vinyl album SAMS 33 475 (stereo) (Festival, 1969)
- Vinyl album SP9014 (A&M, Canada, 1974) (double album společně s Dragonfly)
- CD SRMC 0088 (Si-Wan, 2000)
- CD PL 527 (Progressive Line, bootleg)